# Пятница, 13-е (комиксы Wildstorm)
Ниже представлен список комиксов, созданных по мотивам киносериала ужасов «Пятница, 13». Начиная с 2007 года права на выпуск комиксов серии перешли издательству «WildStorm».

## Friday, The 13th. Vol.1
- Перевод названия: Пятница, 13

Первоначально серия состояла из 6 выпусков, а позже их объединили в первый том сериала издательства (ISBN 1401214592).

### Выпуск №1
- Дата релиза: февраль 2007[2]

2007 год. Ночью на дороге близ Хрустального озера находят перепуганную обнажённую девушку по имени Салли. Выясняется, что она стала единственной выжившей из группы подростков, которых наняли для приведения в порядок заброшенного летнего лагеря. Некоторые приехали, чтобы заработать денег, а другие — заинтригованные историей лагеря: лагерь был открыт в 1935 году, а через год произошёл пожар, унесёший пять жизней. Затем последовали событий, приведшие к гибели Джейсона Вурхиза и расправам его матери Памелы над вожатыми. В 1962 году власти выяснили, что в грунтовых водах озера содержался токсин, который через несколько лет неожиданно исчез. Всеми этими историями делятся ребята, загорая на пристани у озера. Салли решает поплавать, кто-то пытается утянуть её на дно, но её вовремя спасает помощник руководителя проекта, юноша Майк.

### Выпуск №2
- Дата релиза: март 2007[3]

После многочисленных перепалок новоприбывшими ребятами, одна из девушек по имени Саша отправляется на озеро, где видит, как из озера поднимаются тела детей, парящих прямо над водной поверхностью. Испытав невероятный ужас, девушка возвращается в лагерь и рассказывает всем об увиденном, однако ей никто не верит. Когда группа приходит к озеру, то ничего там не обнаруживают. Когда все расходятся спать, двое — Нэйт и Джерри — остаются у озера, и вскоре их убивает Джейсон, а затем затягивает их тела на дно.

### Выпуск №3
- Дата релиза: апрель 2007[4]

На следующее утро, не обнаружив ребят в домике, Майк решает, что они решили уехать из лагеря. Он назначает всем работу, а сам вместе с Салли отправляется в город. В машине Салли находит книгу о серийных убийцах и убийства на Хрустальном озере — между ней и Майком завязывается разговор о том, насколько правдивы легенды, и действительно ли Джейсон давно умер. Салли считает, что у Вурхиза появился подражатель, в то время, как Майк уверен — Джейсон, на самом деле, живой мертвец, и он сам продолжает убивать тех, кто оказывается на его территории. Между тем, между ребятами, которые чинили крышу амбара, завязывается драка, в результате которой громила Рико получил свой урок. Начинает дождь. Майк и Салли застряли на дороге посреди леса — Майк меняет колесо, когда Салли вдруг видит на дороге Джейсона. Маньяк убивает Майка и пускается в погоню за девушкой. Салли возвращается в лагерь и рассказывает всем о случившемся, а затем, открыв входную дверь, видит рядом с домиком Вурхиза.

### Выпуск №4
- Дата релиза: май 2007[5]

Между тем, в компании вновь происходит раскол из-за личных разногласий — Саша отправляется на поиски Алиши и Рико, а Салли просит Райан вызвать полицию. В машине они находят отрубленные головы Нэйта и Джерри. Собравшись все вместе, за исключением Брайана, ребята пытаются понять, что делать дальше. Группа заперлась в одной из кабинок, в то время как Райан отправляется на поиски Брайана. Пока юноши выясняют отношения в другом домике, Салли вынуждена вернуться к себе за лекарствами — там на неё нападает Джейсон.

### Выпуск №5
- Дата релиза: июнь 2007[6]

Далее описываемые события чередуются сценами настоящего и прошлого. Полиция допрашивает Салли в больнице. Были найдены трупы Майка, Джерри и Нэйта. Офицер просит рассказать девушку, что случилось с остальными. Офицер также раскрывает читателям подробности прошлого Салли — за полгода до описываемых событий Салли попала в автокатастрофу, в результате которой погиб её парень Бен. Кроме того, девушка страдает от би-полярного расстройства. Из того, как офицер разговаривает с Салли становится ясно, что она — главный подозреваемый в виду её невменяемости.
Пока Салли отсутствовала, Саша, Алиша, Рико и вернувшийся в домик Райан увидели, как к дому подъехала машина владельца лагеря, мистера Гейнса. Ребята рассказывают мужчине о том, что произошло. Они показывают Гейнсу головы ребят, а в этот момент Джейсон убивает мужчину. Тем временем, Салли находит труп Брайана и, запачкавшись в крови, пытается переодеться, однако она ударяется головой и теряет сознание, оставшись абсолютно голой. Её находит Джейсон, берёт на руки и уносит прочь. Затем Джейсон убивает стоящую рядом с окном Сашу и уносит с собой её труп. Салли приходит в себя в одном из домиков и видит рядом трупы Саши и Брайана. Она вскакивает с постели и убегает прочь. В это время ребята решают, что бессмысленно оставаться в домике — они загнаны в ловушку, и это лишь вопрос времени, пока Джейсон ворвётся внутрь. Как только ребята выходят наружу, Вурхиз отрубает голову Райану, а Алиша и Рико убегают прочь. Одновременно с этим, Салли приходит к их домику — нагая и испуганная. Рико замечает девушку, но в этот момент к ней подходит Джейсон и протягивает мачете.

### Выпуск №6
- Дата релиза: июль 2007[7]

В заключительном выпуске, действие переносится в 1850 год, когда американцы начали истребление индейского племени Тилламук в окрестностях лагеря. Тела убитых были сброшены в Хрустальное озеро. Перед американцами стояла задача найти шамана главу племени. Они убили его, и кровь мужчины пролилась в воды озера. С тех самых пор, в окрестностях будущего лагеря, которого назвали «Кровавым лагерем» происходили трагедии: пожары, отравления, убийства. Многие решили, что Джейсон Вурхиз — и есть то проклятие, которое наложила на это место пролитая индейская кровь. На счету маньяка — более 180 жертв.
Затем повествование возвращается к событиями в лагере: Салли пытается нанести удар Джейсону его жа мачете, однако у неё ничего не получается, и девушка новь вынуждена спасаться бегством. Алиша и Рико выбегают к дороге, где находят машину Майка. Пока Рико собирается поменять колесо, появляется Джейсон и убивает Алишу, а затем и самого юношу. А затем читатели видят, как полицейский угрожает Салли — как только она придёт в себя, её посадят в тюрьму за убийство друзей. В этот момент в палате появляется Джейсон — он убивает полицейского, а Салли вновь вынуждена спасаться. Оказавшись в приёмной, девушка находит трупы медсестёр. Она находит ключи от полицейской машины и выбегает из здания больницы. В этот момент её хватает Джейсон и уносит в лес.
В эпилоге истории риелтор встречает потенциального клиента, мистера Бэкетта, который хочет разрушить лагерь и построить здесь ранчо для отдыха художников. Во время прогулки по окрестностям лагеря, они находят труп Салли в воде. Бэкетт собирается вызвать полицию, но телефон не ловит сигнал. Затем появляется Джейсон и убивает риелтора и Бэкетта, унося их трупы на дно озера.

### Список персонажей
- Салли Томас (англ. Sally Thomas) — главная героиня серии комиксов.

- Майк (англ. Mike) — помощник владельца лагеря, руководитель.

- Рико (англ. Rico) — темнокожий юноша, приехавший в лагерь, чтобы заработать.

- Элиша (англ. Alisha) — возлюбленная Рико.

- Райн (англ. Ryan) — привлекательный молодой человек.

- Саша (англ. Sasha) — девушка Райана.

- Брайан Эванс (англ. Brian Evans) — лучший друг и тайный любовник Райана.

- Нэйт (англ. Nate) — приехавший в лагерь со своим другом.

- Джерри (англ. Jerry) — друг Нэйта, погибший вместе с ним на пляже у озера.

- Мистер Гейнс (англ. Mister Gaines) — владелец лагеря.

### Отзывы
Обозреватель сайта «The Review Busters» назвал данную серию комиксов «лучшей среди всех, верной атмосфере фильмов». По мнению автора, несмотря на то, что сюжет воплощает классическую формулу — «новый владелец хочет открыть лагерь и приглашает группу подростков, чтобы те подготовили его к приезду детей» — эта история получилась более удачной, нежели «будущие комиксы о Джейсоне от издательства WildStorm».

## Friday, The 13th. Vol.2
Первоначально все истории выходили как мини-серии, а позже издательство выпустило их в виде графического романа, получившего название «Пятница, 13. Том 2 / Friday, The 13th. Vol. 2» (ISBN 9781401220037).

### Выпуски №1-2
- Название: Pamela’s Tale
- Перевод названия: История Памелы
- Релиз: сентябрь-октябрь 2007[10]
- Кол-во выпусков: 2

Сюжет: Марк Андрейко (англ. Marc Andreyko). Художник: Шон Молл (англ. Shawn Moll). 
Вплетённая в события первого фильма история Памелы Вурхиз: её взаимоотношения с мужем Элаейсом, приезд на Хрустальное озеро, начало работы в лагере, рождение и гибель сына Джейсона. Согласно комиксу, маленький Вурхиз уже с детства проявлял свои садистские наклонности.

### Выпуски №3-4
- Название: How I Spent My Summer Vacation
- Перевод названия: Как я провёл летние каникулы
- Релиз: ноябрь-декабрь 2007[11]
- Кол-во выпусков: 2

Сюжет: Джейсон Аарон (англ. Jason Aaron). Художник: Адам Арчер (англ. Adam Archer). 
Уродливого 13-летнего парнишку-инвалида Дэйви Фолкнера мать отправляет в лагерь на Хрустальном озере, где он становится объектом насмешек сверстников. Здесь его похищает Джейсон, который узнаёт в мальчике родственную душу и становится его другом.

### Выпуски №5-6
- Название: Bad Land
- Перевод названия: Злая земля
- Релиз: апрель-март 2008[12]
- Кол-во выпусков: 2

Сюжет: Рон Марц (англ. Ron Marz). Художник: Майк Хаддлстон (англ. Mike Huddleston). 
Разворачиваются два параллельных сюжета, один из которых разворачивается в наши дни, а другой — в далёком прошлом. Обе истории происходят зимой в районе Хрустального озера, и сходятся в том, что компания людей ищет место, чтобы переждать метель, однако найденное жилище оказывается для них роковым местом.

### Выпуск №7
- Название: Abuser & The Abused
- Перевод названия: Злодей и жертва
- Релиз: июнь 2008[13]
- Кол-во выпусков: 1

Сюжет: Джошуа Хэйл Фиалков (англ. Joshua Hale Fialkov). Художник: Энди Би (англ. Andy B). 
История рассказывает о девушке по имени Мэгги, уставшей от постоянных издевательств и унижений и ступившей на путь убийцы — она осталась совсем одна после смерти матери. Сначала она убивает мачеху, а затем и своего парня Стива. Когда на Хрустальном озере Мэгги встречает Вурхиза, она начинает расценивать его как соперника. Мэгги пытается убедить Вурхиза, что они похожи, но маньяк, в конце концов, убивает девушку.